# Tallarol de garriga oriental
El tallarol de garriga oriental, (Curruca cantillans; syn: Sylvia cantillans) és una espècie d'ocell passeriforme dins de la família dels sílvids (Sylviidae). 
Anteriorment es considerava coespecífic amb el tallarol de garriga occidental, present als Països Catalans, però el 2020 el tàxon original del tallarol de garriga es va segmentar en dos espècies separades, l'occidental i l'oriental, restant aquesta darrera amb el nom específic cantillans.
El tallarol de garriga oriental està present al centre i est de l'Europa meridional (des de Itàlia i Sicília fins a Turquia) i al nord-est d'Àfrica. L'estat de conservació del tàxon original es considera de risc mínim.

## Taxonomia
Aquesta espècie estava classificada en el gènere Sylvia, però el Congrés Ornitològic Internacional, en la seva llista mundial d'ocells (versió 10.2, 2020) el transferí al gènere Curruca, a la vegada que s'operava la segmentació de les sub-espècies occidental i oriental.
Segons el Handook of the Birds of the World i la quarta versió de la BirdLife International Checklist of the birds of the world (Desembre 2019), aquest tàxon apareix classificat encara dins del gènere Sylvia.